# Локота, Иван Прокофьевич
Иван Прокофьевич Локота (укр. Іван Прокопович Локота; 3 июня 1884, Великий Бычков, Транслейтания — 20 ноября 1942 или 22 ноября 1942, Ош) — участник революционного движения в Закарпатской Украине.

## Биография
Родился 3 июня 1884 года в селе Великий Бычков (ныне Раховский район Закарпатской области) в рабочей семье. Работал на производстве, занимался самообразованием.
С 1900 года участвовал в социал-демократическом кружке и забастовочной борьбе. Во время Первой мировой войны мобилизован в австро-венгерскую армию, попал в русский плен, где стал сторонником коммунистических идей.
В начале 1918 года вступил в венгерскую секцию Российской коммунистической партии (большевиков). В апреле того же года — делегат 1-го Всероссийского съезда коммунистов-революционеров.
В мае 1919 года вернулся на родину, в Подкарпатскую Русь. Коминтерн поручил ему выстраивать в регионе партийные ячейки, и Локота стал одним из основателей новых коммунистических организаций на Закарпатье (в том числе Международной социалистической партии Подкарпатской Руси в 1920 году).
Член Коммунистической партии Чехословакии с 1921 года. В 1923 году — секретарь Иршавского окружкома КПЧ. В 1924-1938 годах — член Подкарпатского краевого комитета КПЧ. В 1929 году избран членом ЦК КПЧ.
В том же 1929 году стал депутатом парламента Чехословакии (Сената Национального собрания) от коммунистов. Во время экономического кризиса он организовывал забастовки, демонстрации и голодные марши на Подкарпатской Руси.
За свою деятельность неоднократно задерживался властями и лишался депутатского мандата. В 1932-1937 годах был в заключении. В общей сложности против него возбуждено четыре уголовных дела.
Так, за столкновения протестующих с полицией 1 августа 1930 года во время демонстрации в Мукачево он был приговорён к восьми месяцам лишения свободы. Столько же он получил по обвинению в стычке с штрейкбрехерами, не поддержавшими забастовку в Чинадиево 1 сентября 1930 года. За выступление в поддержку установления советской власти 12 ноября 1930 года областной суд Ужгорода вынес ему приговор к двум годам заключения (высокий суд в Кошице изменил этот срок на восемнадцать месяцев). Локота подал апелляцию в отношении всех приговоров. В октябре 1933 года все его дела рассматривал Верховный суд Чехословакии, оставивший большинство приговоров в силе.
После парламентских выборов 1935 года Локота, находясь в заключении, не смог получить депутатский мандат, и его место в парламенте занял его товарищ по партии Олекса Борканюк. Ещё один подкарпатский сенатор-коммунист, Василь Попович, ходатайствовал об освобождении Локоты.
Партийную деятельность продолжал до официального запрета Компартии Чехословакии в 1938 году. После расчленения Чехословакии и оккупации Карпатской Украины Венгрией ему было поручено организовать коммунистическое подполье в крае. В 1940 году эмигрировал в СССР, где его критиковали за неудачи в организации подпольных структур. Умер в Средней Азии 20 ноября 1942 года.